# 아이비

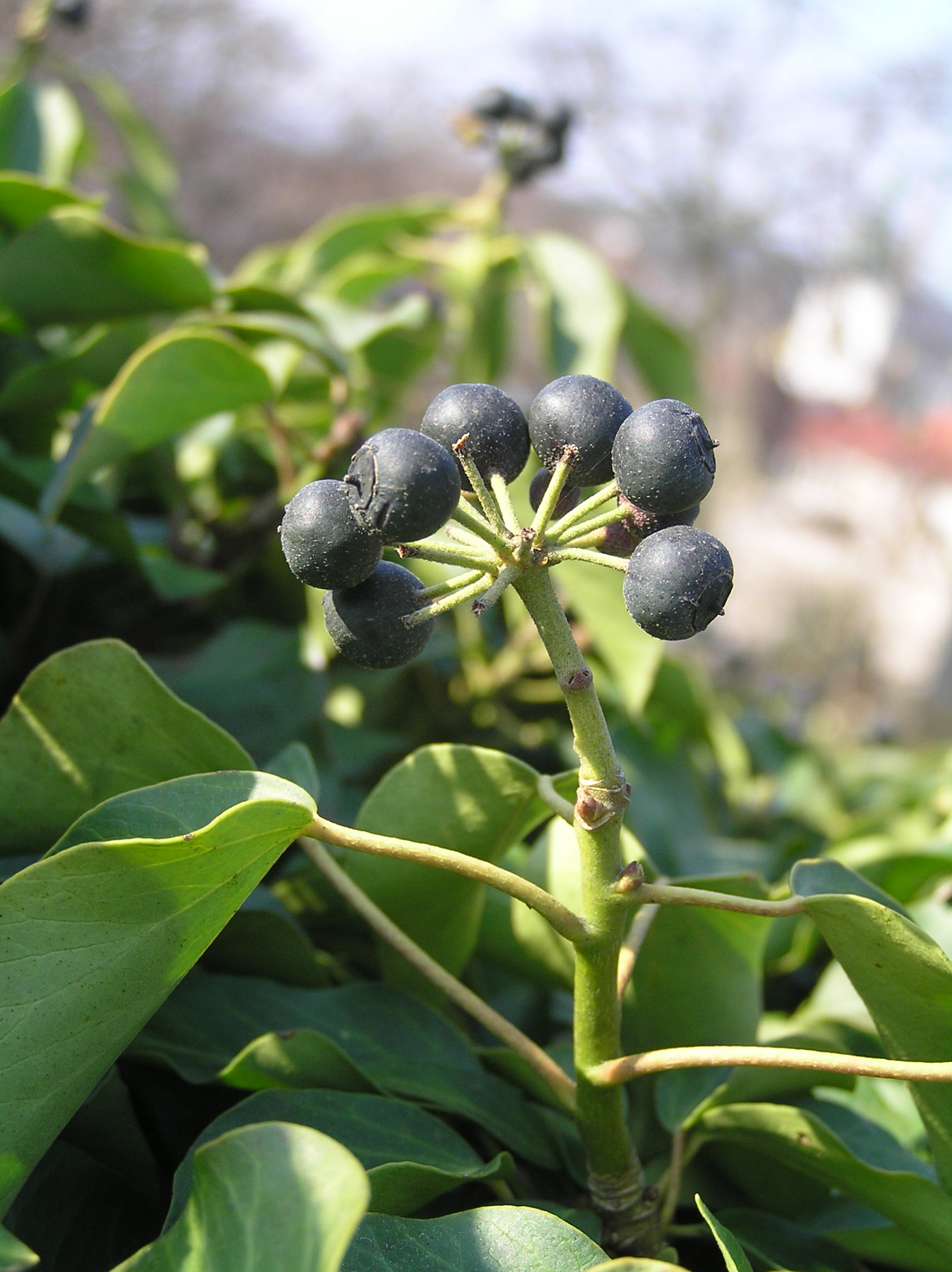
다 자란 잎과 열매.

아이비(Hedera helix, common ivy, English ivy, European ivy, ivy)는 두릅나무과에 속하는 속씨 식물의 종이다. 양담쟁이, 상록담쟁이 등으로도 불린다. 유럽 대부분의 지역과 서아시아에 자생한다.

## 아종
- H. h. helix
- H. h. poetarum Nyman (syn. Hedera chrysocarpa Walsh)
- H. h. rhizomatifera McAllister

## 경작종
| - 'Angularis aurea' - 'Caecilia' - 'Congesta' - 'Duckfoot' | - 'Glacier' - 'Goldchild' - 'Manda's Crested' | - 'Midas Touch' - 'Parsley Crested' - 'Spetchley' |

## 같이 보기
- 잎반점